# Trogon ekwadorski
Trogon ekwadorski (Trogon mesurus) – gatunek średniej wielkości ptaka z rodziny trogonów (Trogonidae). Występuje w wilgotnych lasach u podnóża i w niższych partiach Andów w zachodnim Ekwadorze i skrajnie północno-zachodnim Peru. Opisany po raz pierwszy w 1863. Jest gatunkiem najmniejszej troski.

## Systematyka
Gatunek ten po raz pierwszy zgodnie z zasadami nazewnictwa binominalnego opisali Jean Cabanis i Ferdinand Heine pod nazwą Troctes mesurus. Opis ukazał się w 1863 roku w 4. tomie Museum Heineanum. Verzeichniss der ornithologischen Sammlung des Oberamtmann Ferdinand Heine auf Gut St. Burchard vor Halberstadt. Jako miejsce typowe autorzy wskazali Babahoyo w Ekwadorze. Do 2003 roku trogon ekwadorski zwykle był uznawany za podgatunek trogona czarnosternego (Trogon melanurus), kiedy to South American Classification Committee przegłosował wyodrębnienie go do osobnego gatunku Trogon mesurus. Nie wyróżnia się podgatunków.

### Etymologia
- Trogon: gr. τρωγων trōgōn „owocożerny, gryzący”, od τρωγω trōgō „gryźć”[11].
- mesurus: gr. μεσος mesos – środkowy, pośredni gr. -ουρος -ouros -ogoniasty[12].

## Morfologia
Średniej wielkości ptak o długości ciała 30,5–32 cm; masa ciała pojedynczych zważonych osobników: samiec 96 g, samica 100 g. Nogi ciemnobrązowe. Występuje dymorfizm płciowy. Samce mają białe tęczówki, wokół oka naga, czerwona skóra, dziób silny, żółty. Twarz i gardło czarniawe. Korona, kark, górne części ciała i górna część piersi zielone. Górna część piersi od dolnej i brzucha oddzielona białym paskiem w poprzek piersi. Dolna część ciała: brzuch, boki i pokrywy podogonowe ciemnoczerwone. Pokrywy skrzydłowe biało-czarne, marmurkowe, tak samo ubarwione są dolne sterówki. Górne sterówki z odcieniem granatowym. Samice mają białe tęczówki, wokół oka naga, szara skóra, dziób żółty, górna szczęka w przedniej części szara. Korona, kark, górne części ciała i piersi bladoszare. Dolna część ciała, brzuch, boki i pokrywy podogonowe jaskrawoczerwone. Pokrywy skrzydeł czarniawo-łupkowe z niewyraźnymi szarawobiałymi plamkami.

## Zasięg występowania
Trogon ekwadorski jest gatunkiem osiadłym. Występuje w zachodnim Ekwadorze i skrajnie północno-zachodnim Peru. Na północy jego zasięg występowania sąsiaduje z granicą z Kolumbią i prawdopodobnie w przygranicznych częściach tego kraju także występuje. Jego zasięg występowania według szacunków organizacji BirdLife International obejmuje 85,9 tys. km².

## Ekologia
Głównym habitatem trogona ekwadorskiego są zarówno wiecznie zielone lasy wilgotne, jak i ich obrzeża. Występuje do 2000 m n.p.m. w Ekwadorze i od około 400 m n.p.m. do 1250 m n.p.m. w Peru. Brak informacji o diecie tego gatunku. Prawdopodobnie składa się z mieszanki stawonogów i owoców, jak to ma miejsce w przypadku pokrewnych gatunków np. trogona kostarykańskiego. Występuje zazwyczaj pojedynczo lub w parach. Długość pokolenia jest określana na 7,3 lat.

### Rozmnażanie
Gniazdo i jaja po raz pierwszy zostały opisane dopiero w 2013 roku – opis dotyczył trzech gniazd znalezionych w lutym 2010 roku w rezerwacie Jorupe Biological Reserve w południowo-zachodnim Ekwadorze. W 2020 roku opisano kolejnych pięć gniazd z Jorupe Biological Reserve – jedno obserwowane w lutym 2010, a cztery w marcu 2014 roku. Trzy z nich zbudowane były w nadrzewnych termitierach i położone na wysokości od 5 do 6,5 m nad ziemią; dwa gniazda znajdowały się w dziuplach w butwiejących pniach drzew z rodzaju puchowców na wysokości 6,8 i 8 m. W dwóch zbadanych w 2010 roku gniazdach znajdowały się 3 eliptyczne jaja, które początkowo były błyszcząco białe, później stawały się dość mocno poplamione na brązowo, prawdopodobnie w wyniku pobrudzenia przez materiał z termitiery. Wymiary jaj od 30,9×25 mm do 32,1×25,6 mm, masa 10,5–11,5 g. W inkubacji jaj uczestniczą obie płcie.

## Status
W Czerwonej księdze gatunków zagrożonych IUCN trogon ekwadorski jest klasyfikowany jako gatunek najmniejszej troski (LC – Least Concern). Liczebność populacji nie jest oszacowana. Ze względu na brak dowodów na spadki liczebności bądź istotne zagrożenia dla gatunku BirdLife International ocenia trend liczebności populacji jako stabilny.